# Villafranca Piemonte
Villafranca Piemonte es una localidad y comune italiana de la Ciudad metropolitana de Turín, región de Piamonte, con 4.792 habitantes.

## Evolución demográfica
| Gráfica de evolución demográfica de Villafranca Piemonte entre 1861 y 2014 |
|                                                                            |
| Fuente ISTAT - elaboración gráfica de Wikipedia                            |